# الطريق الجهوية رقم 109 (تونس)
الطريق الجهوية رقم 109 أو ط ج 109 طريق ثانوية بالجنوب التونسي تصل بين مدينتي بنقردان وجرجيس.